# Saint-Saturnin, Cher
Saint-Saturnin là một xã trong tỉnh Cher, thuộc vùng hành chính Centre-Val de Loire của nước Pháp, có dân số là 466 người (thời điểm 1999). Xã nằm khoảng 20 km về phía đông nam của Angers.

## Nhân khẩu học
| 1962 | 1968 | 1975 | 1982 | 1990 | 1999 | 2006 |
| ---- | ---- | ---- | ---- | ---- | ---- | ---- |
| 729  | 830  | 683  | 605  | 513  | 466  | 478  |